# Хардисар
Хардисар (осет. Хæрдысæр — верх возвышенности) — село на северо-западе Дзауского района Южной Осетии. Населено представителями осетинской фамилии Хугаевых. Население по переписи 2015 года составило 43 жителя.